# Saint-Caprais (Allier)
Pour les articles homonymes, voir Saint-Caprais.
Saint-Caprais est une commune française, située dans le département de l'Allier en région Auvergne-Rhône-Alpes.

## Géographie

### Localisation
Saint-Caprais est située au nord-ouest du département de l'Allier, dans le Bocage bourbonnais.
Ses communes limitrophes sont :
|  | Le Brethon    | Le Vilhain          |
|  | Saint-Caprais | Louroux-Bourbonnais |
|  | Hérisson      |                     |

### Climat
Pour des articles plus généraux, voir Climat d'Auvergne-Rhône-Alpes et Climat de l'Allier.
En 2010, le climat de la commune est de type climat océanique dégradé des plaines du Centre et du Nord, selon une étude du CNRS s'appuyant sur une série de données couvrant la période 1971-2000. En 2020, Météo-France publie une typologie des climats de la France métropolitaine dans laquelle la commune est exposée à un climat océanique altéré et est dans la région climatique Ouest et nord-ouest du Massif Central, caractérisée par une pluviométrie annuelle de 900 à 1 500 mm, maximale en automne et en hiver.
Pour la période 1971-2000, la température annuelle moyenne est de 11 °C, avec une amplitude thermique annuelle de 15,8 °C. Le cumul annuel moyen de précipitations est de 834 mm, avec 11,4 jours de précipitations en janvier et 7,8 jours en juillet. Pour la période 1991-2020, la température moyenne annuelle observée sur la station météorologique de Météo-France la plus proche, « Tortezais_sapc », sur la commune de Tortezais à 14 km à vol d'oiseau, est de 11,6 °C et le cumul annuel moyen de précipitations est de 757,2 mm,. Pour l'avenir, les paramètres climatiques de la commune estimés pour 2050 selon différents scénarios d'émission de gaz à effet de serre sont consultables sur un site dédié publié par Météo-France en novembre 2022.

## Urbanisme

### Typologie
Au 1er janvier 2024, Saint-Caprais est catégorisée commune rurale à habitat très dispersé, selon la nouvelle grille communale de densité à 7 niveaux définie par l'Insee en 2022.
Elle est située hors unité urbaine et hors attraction des villes,.

### Occupation des sols

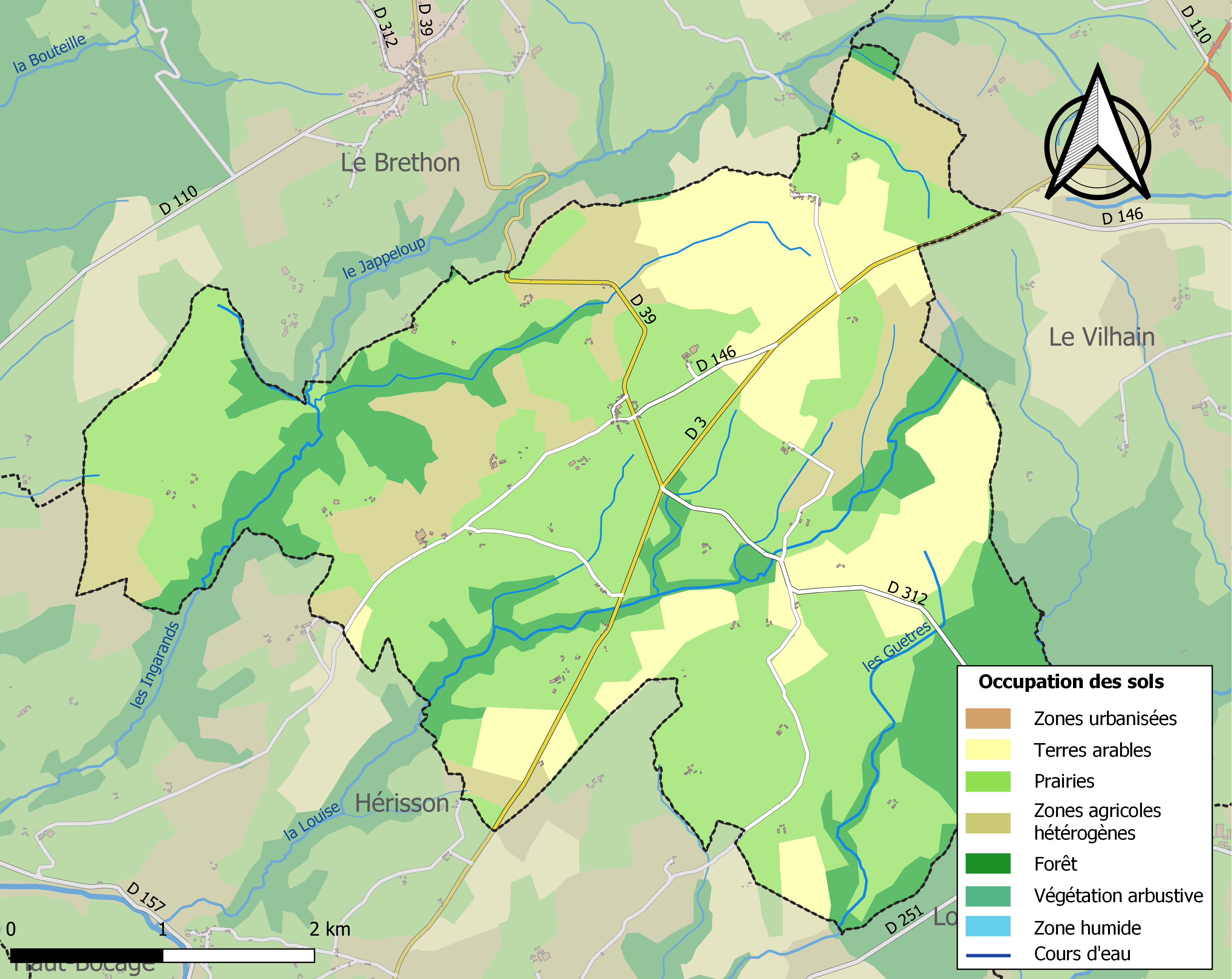
Carte des infrastructures et de l'occupation des sols de la commune en 2018 (CLC).

L'occupation des sols de la commune, telle qu'elle ressort de la base de données européenne d’occupation biophysique des sols Corine Land Cover (CLC), est marquée par l'importance des territoires agricoles (79,3 % en 2018), une proportion identique à celle de 1990 (79,3 %). La répartition détaillée en 2018 est la suivante : prairies (48,2 %), forêts (20,7 %), terres arables (18 %), zones agricoles hétérogènes (13,1 %).
L'IGN met par ailleurs à disposition un outil en ligne permettant de comparer l’évolution dans le temps de l’occupation des sols de la commune (ou de territoires à des échelles différentes). Plusieurs époques sont accessibles sous forme de cartes ou photos aériennes : la carte de Cassini (XVIIIe siècle), la carte d'état-major (1820-1866) et la période actuelle (1950 à aujourd'hui).

### Voies de communication et transports
Le territoire communal est traversé par les routes départementales 3 (en direction de Cérilly au nord-est et Hérisson et Montluçon au sud-ouest), 39 (en direction du Brethon et d'Ainay-le-Château au nord), 312 (en direction de Louroux-Bourbonnais) et 146.

## Histoire
Pendant la période révolutionnaire de la Convention nationale (1792-1795), la commune prit le nom de Thémistocle.

## Politique et administration

### Découpage territorial
La commune de Saint-Caprais est membre de la communauté de communes du Pays de Tronçais, un établissement public de coopération intercommunale (EPCI) à fiscalité propre créé le 30 décembre 1999 dont le siège est à Cérilly. Ce dernier est par ailleurs membre d'autres groupements intercommunaux.
Sur le plan administratif, elle est rattachée à l'arrondissement de Montluçon, à la circonscription administrative de l'État de l'Allier et à la région Auvergne-Rhône-Alpes.
Sur le plan électoral, elle dépend du canton d'Huriel pour l'élection des conseillers départementaux, depuis le redécoupage cantonal de 2014 entré en vigueur en 2015, et de la deuxième circonscription de l'Allier pour les élections législatives, depuis le dernier découpage électoral de 2010.

### Liste des maires
| Période                                  | Période                         | Identité         | Étiquette | Qualité                                                                           |
| ---------------------------------------- | ------------------------------- | ---------------- | --------- | --------------------------------------------------------------------------------- |
| Les données manquantes sont à compléter. |                                 |                  |           |                                                                                   |
| mars 2001                                | mars 2008                       | Didier Fayolle   |           |                                                                                   |
| mars 2008                                | 12 mai 2021 (décès)             | Marie de Nicolaÿ | DVD       | Comtesse Bernard de Nicolaÿ Chevalier de l'ordre national du mérite Mère au foyer |
| septembre 2021                           | En cours (au 22 septembre 2021) | Bernard Mollo    |           |                                                                                   |

## Population et société

### Démographie
L'évolution du nombre d'habitants est connue à travers les recensements de la population effectués dans la commune depuis 1793. Pour les communes de moins de 10 000 habitants, une enquête de recensement portant sur toute la population est réalisée tous les cinq ans, les populations de référence des années intermédiaires étant quant à elles estimées par interpolation ou extrapolation. Pour la commune, le premier recensement exhaustif entrant dans le cadre du nouveau dispositif a été réalisé en 2007.

En 2022, la commune comptait 97 habitants, en évolution de +8,99 % par rapport à 2016 (Allier : −1,38 %, France hors Mayotte : +2,11 %).
| 1793 | 1800 | 1806 | 1821 | 1831 | 1836 | 1841 | 1846 | 1851 |
| ---- | ---- | ---- | ---- | ---- | ---- | ---- | ---- | ---- |
| 489  | 438  | 365  | 397  | 360  | 446  | 390  | 384  | 427  |

| 1856 | 1861 | 1866 | 1872 | 1876 | 1881 | 1886 | 1891 | 1896 |
| ---- | ---- | ---- | ---- | ---- | ---- | ---- | ---- | ---- |
| 412  | 408  | 440  | 445  | 450  | 489  | 481  | 487  | 503  |

| 1901 | 1906 | 1911 | 1921 | 1926 | 1931 | 1936 | 1946 | 1954 |
| ---- | ---- | ---- | ---- | ---- | ---- | ---- | ---- | ---- |
| 456  | 449  | 429  | 352  | 342  | 333  | 328  | 295  | 267  |

| 1962 | 1968 | 1975 | 1982 | 1990 | 1999 | 2006 | 2007 | 2012 |
| ---- | ---- | ---- | ---- | ---- | ---- | ---- | ---- | ---- |
| 225  | 225  | 165  | 125  | 112  | 92   | 91   | 91   | 86   |

| 2017 | 2022 | - | - | - | - | - | - | - |
| ---- | ---- | - | - | - | - | - | - | - |
| 90   | 97   | - | - | - | - | - | - | - |

## Culture locale et patrimoine

### Lieux et monuments
- Église Saint-Caprais du XIXe siècle, construite par la famille de Nicolay qui en a fait don à la commune.

## Héraldique
| Blason de Saint-Caprais | Blason  | Tiercé en pairle renversé: au 1) de gueules à une tête de vache d'argent, au 2) d'argent à un chêne coupé de sinople fûté de tenné et englanté d'or, au 3) d'azur à un coq d'argent, becqué d'or, langué, crêté et barbé de gueules, la queue de sable; le tout au comble d'or chargé de l'inscription « SAINT CAPRAIS » en lettres capitales gothiques de sable. |
| Blason de Saint-Caprais | Détails | Création JF Binon. Adopté le 16 septembre 2022. |